# Agrotis canarica
Agrotis canarica är en fjärilsart som beskrevs av Bacallado 1973. Agrotis canarica ingår i släktet Agrotis och familjen nattflyn. Inga underarter finns listade i Catalogue of Life.